# Corey Sevier
Corey Daniel Sevier (ur. 3 lipca 1984 w Ajax) – kanadyjski aktor telewizyjny i filmowy.

## Życiorys
Już jako sześciomiesięczne niemowlę brał udział w pokazach mody. W szkole otrzymał przydomek Pan Agent i Maksimum oprawny Hollywood. W wieku dziewięciu lat zagrał rolę Joego Kennedy’ego w wieku 9-12 lat w telewizyjnym dramacie politycznym J.F.K. – młode lata (J.F.K.: Reckless Youth, 1993) u boku Patricka Dempseya oraz postać 8-letniego Maca w dramacie telewizyjnym Rodzinne zdjęcia (Family Pictures, 1993) z Samem Neillem i Anjelicą Huston.
Na dużym ekranie zadebiutował w komedii przygodowej Tomcio Grubasek (Tommy Boy, 1995). W serialu Lassie (1997–1998) wystąpił w roli Timmy’ego Cabota.
Mając 14 lat zagrał główną rolę kinową w dramacie familijnym Lato małp (Summer of The Monkeys, 1998) udziałem Michaela Ontkeana jako jego ojca. Za rolę Dana 'Lookinga Forwarda' Maddisona w serialu Mali mężczyźni (Little Men, 1998) oraz młodego Ethana O’Malleya w serialu Życie do poprawki (Twice in a Lifetime, 2000) zdobył w Los Angeles nominację do Young Artist Award.
Pojawił się w serialach: CSI: Kryminalne zagadki Miami (CSI: Miami, 2005), Gwiazda od zaraz (Instant Star, 2007) jako mszczący się były skazaniec Hunter i Akta Dresdena (The Dresden Files, 2007).

## Filmografia

### Filmy fabularne
- 1995: Tomcio Grubasek (Tommy Boy) jako chłopiec w reklamie
- 1996: Transplant (Memory Run) jako młody Andre
- 1997: Rockman DASH jako Mega Man (głos)
- 1998: Lato małp (Summer of The Monkeys) jako Jay Berry Lee
- 2001: Synapse jako chłopak
- 2002: Pośród obcych (Between Strangers) jako Jeb
- 2003: Pod nadzorem (Detention) jako Mick Ashton
- 2004: Przynęty jako Luke Callahan
- 2006: Szkoła sufingowa (Surf School) jako Jordan
- 2007: Amerykański prymityw (American Primitive) jako Sam
- 2007: Dom strachów (House of Fears) jako Carter
- 2007: Tajemnica (The Secret) jako Justin
- 2007: Jak złamane życie (A Broken Life) jako Bud
- 2007: Przynęty 2: Uwiedzenie jako Luke Callahan
- 2007: Metamorfoza (Metamorphosis) jako Keith
- 2009: Prima aprilis (April Fool's Day) jako Chris
- 2010: Immortals jako Apollo

### Filmy TV
- 1993: J.F.K. – młode lata (J.F.K.: Reckless Youth) jako Joseph P. Kennedy Jr. (9-12)
- 1993: Rodzinne zdjęcia (Family Pictures) jako Mack (8)
- 1994: I wtedy stało się (And Then There Was One) jako Grim Reaper
- 1994: To Save the Children jako Tommy
- 1995: Milcząca zdrada (The Silence of Adultery) jako Uczeń
- 1996: Tajemnica Lisy (The Haunting of Lisa) jako Buddy
- 1996: Critical Choices jako Bradley
- 2003: Gorzka lekcja (Student Seduction) jako Josh Gaines
- 2005: Code Breakers jako Bob Blaik
- 2006: Smak zdrady (Gospel of Deceit) jako Luke

### Seriale TV
- 1996: Side Effects jako Paul Osuzyk
- 1996–1998: Gęsia skórka (Goosebumps) jako Eddie Morgan / Ryan Engel
- 1998: Mali mężczyźni (Little Men) jako Dan 'Looking Forward' Maddison
- 1998–1999: Lassie jako Timmy Cabot
- 1999: Partnerzy (Partners) jako Eddie
- 2000: Prawdziwe dzieciaki, prawdziwe przygody (Real Kids, Real Adventures) jako John Biscello
- 2000: Życie do poprawki (Twice in a Lifetime) jako młody Ethan O’Malley
- 2002: Rok 2030 (2030 CE) jako Hart Greyson
- 2002: U progu szaleństwa (Edge of Madness)  jako George Herron
- 2002: W poszukiwaniu szczęścia (Caitlin's Way) jako Charlie Sullivan
- 2003: Black Sash jako Trip Brady
- 2003–2004: Dzika karta (Wild Card) jako Julian
- 2004–2005: Gorące Hawaje (North Shore) jako Gabriel Miller
- 2005: CSI: Kryminalne zagadki Miami (CSI: Miami) jako Luke Gannon
- 2007: Gwiazda od zaraz (Instant Star) jako Hunter
- 2007: Akta Dresdena (The Dresden Files) jako Matthew Jacobs